# Basi idrofoniche per sottomarini

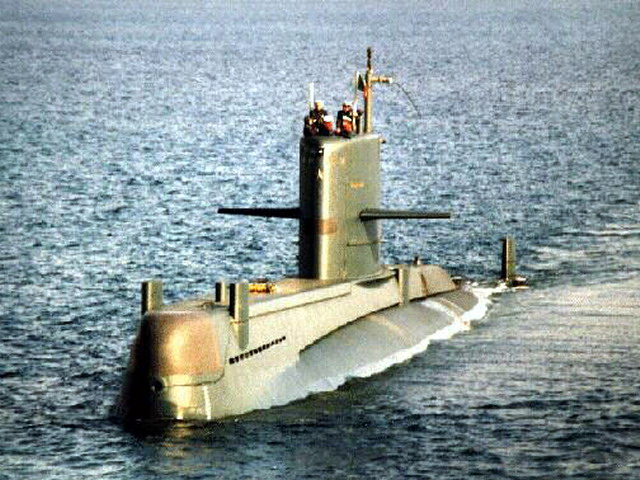
Sottomarino Sauro con sonar di navigazione

Le basi idrofoniche per sottomarini sono l'insieme degli idrofoni collocati all'esterno dei semoventi e sono parti essenziali del sonar.
Molteplici forme di basi idrofoniche sono impiegate nei sistemi di localizzazione subacquea: a struttura quadrata, cilindrica, conforme al profilo della scafo, rettilinea, sferica. Sono studiate con due funzioni matematiche nominate rispettivamente "caratteristica di direttività" e "guadagno di cortina".

Quattro tipi di basi idrofoniche (non sono rispettate le proporzioni)
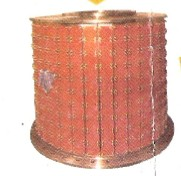
Base ecoidrofonica cilindrica [N 4]
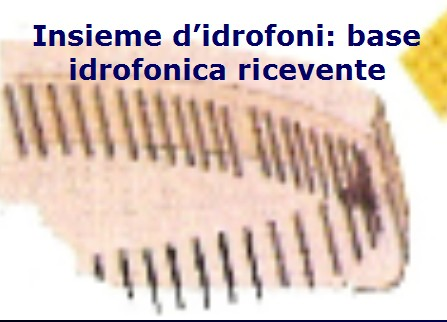
Base idrofonica conforme[N 5]
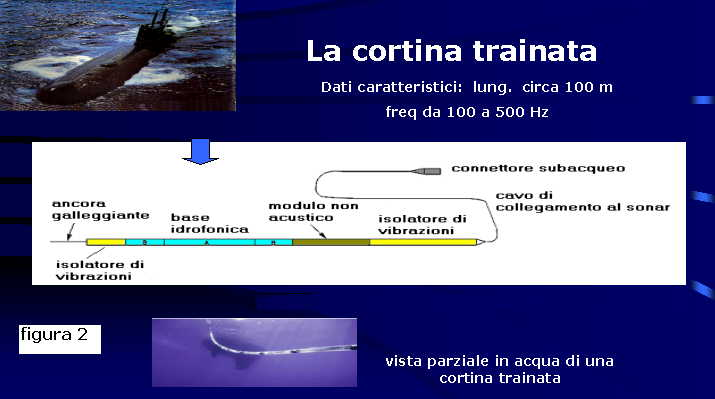
Base idrofonica trainata [N 6]
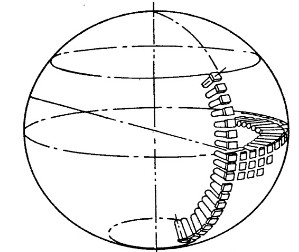
Base sferica

## Basi cilindriche
Le basi idrofoniche cilindriche sono un insieme d'idrofoni disposti secondo la superficie di un cilindro in modo che possano ricevere le onde acustiche in ugual modo per tutti i 360° dell’orizzonte.

Fotografie non in scala
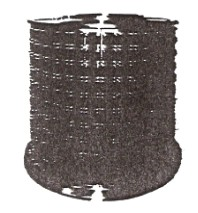
Base cilindrica con 36 stecche idrofoniche
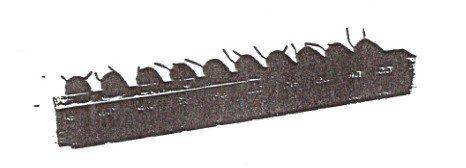
Singola stecca della base cilindrica (supporta 10 idrofoni elementari)
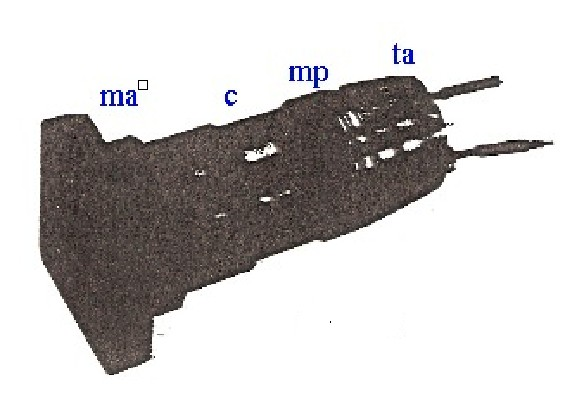
Singolo idrofono componente la stecca

Si differenziano dalle basi idrofoniche conformi, utilizzate sui sottomarini, per le loro dimensioni ridotte dovute agli spazi limitati disponibili sui battelli.
Le ridotte dimensioni ne limitano le capacità d’ascolto rispetto alle prime.
Basi acustiche cilindriche di maggior dimensioni sono impiegate anche per i sonar delle navi di superficie che, date le loro stazze, possono alloggiarle sotto lo scafo.

### Caratteristiche di direttività
La caratteristica di direttività di una base idrofonica è la variazione della sensibilità in funzione della direzione della sorgente acustica.
Le basi cilindriche, tipo quella mostrata in figura, presentano due caratteristiche di direttività diverse; l’una quando il suono proviene dalla direzione perpendicolare al piano di appoggio del cilindro, l’altra quando il suono proviene secondo i suoi raggi.
Nel primo caso si parla di direttività naturale nel piano verticale, nel secondo
di direttività artificiale nel piano orizzontale.

### Montaggio a scafo
Nei sottomarini classe Sauro la base cilindrica era montata nella parte alta della prua del battello, coperta da idonea copertura idro dinamica, come si evince dalle tre immagini:

Immagini non in scala
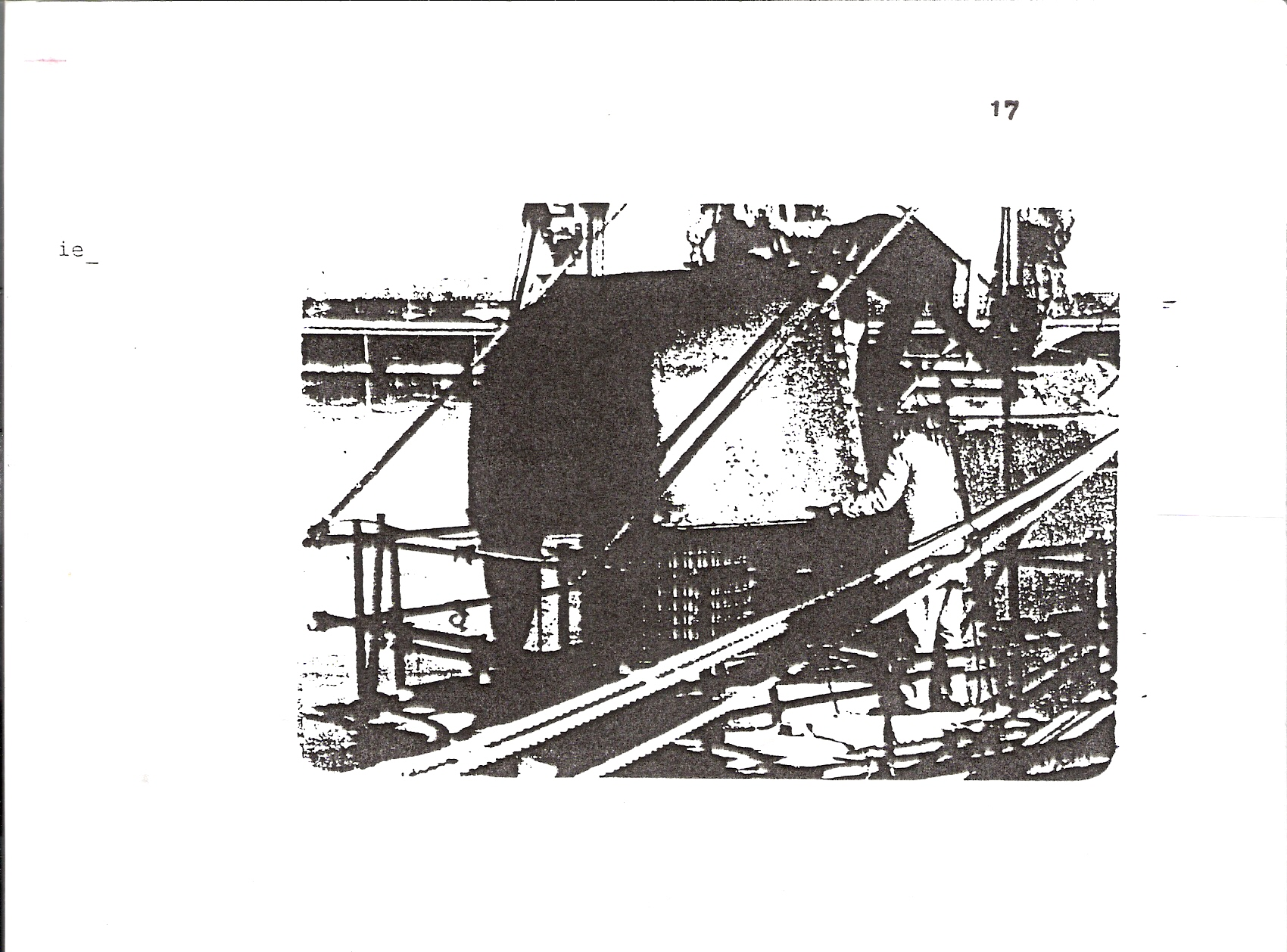
Fase di montaggio della base cilindrica
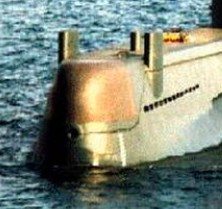
In colore arancione la cuffia di copertura della base cilindrica
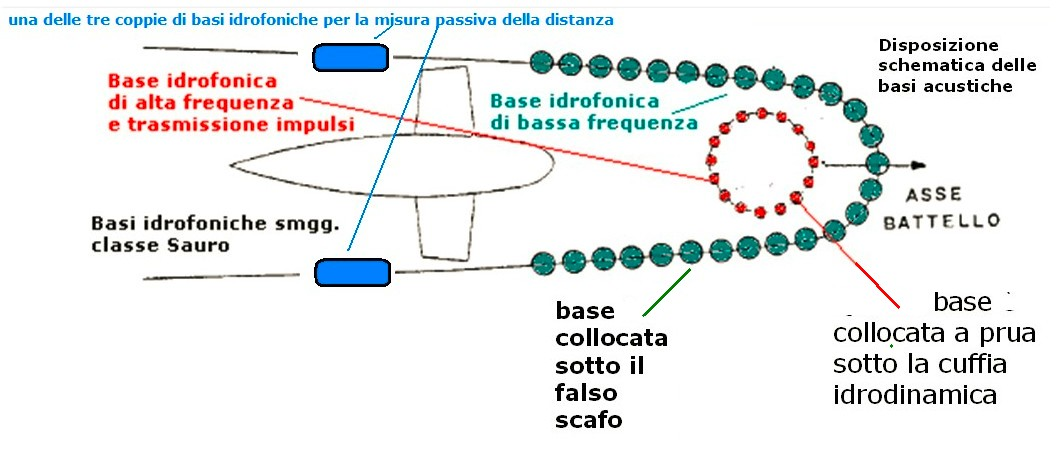
In rosso, planimetria base cilindrica a prua del sottomarino.

## Basi conformi
Questa tipologia di basi conformi utilizzata dai sottomarini, ma anche dalle navi,  è comunemente definita col nome di sonar a scafo. 
Nella figura il tipo denominato a base conforme, gli idrofoni sono disposti a babordo, a tribordo e a prua del sottomarino.

Disegni e Fotografie non in scala
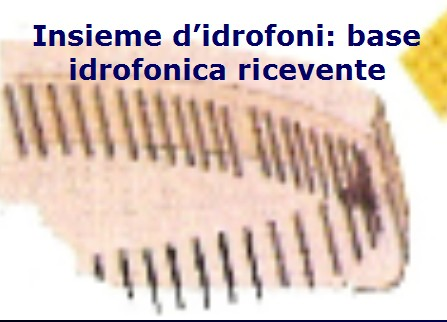
Prospetto base idrofonica con 46 idrofoni[N 8]
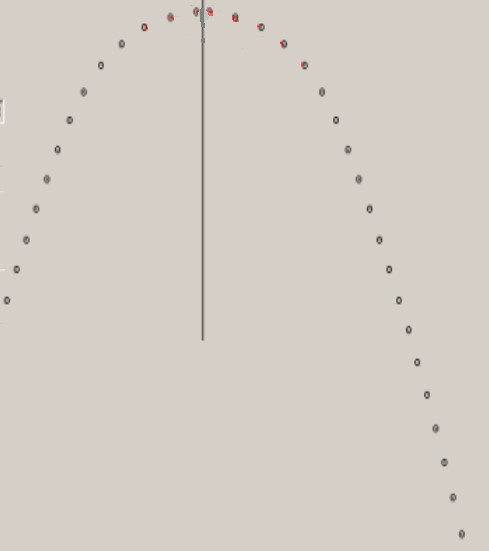
Pianta base idrofonica
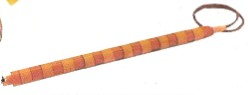
Singolo idrofono, 1 di 46, componente la base acustica

Compito di tale insieme è la captazione ottimale dei segnali acustici {\displaystyle (S)} emessi dai semoventi navali e l’abbattimento, relativo, dei rumori {\displaystyle (N)} presenti in mare.
La base idrofonica illustrata in prospettiva ha la pianta costruita seguendo la forma del sottomarino.

### Caratteristiche di direttività
La caratteristica di direttività di una base idrofonica conforme è la variazione della sensibilità in funzione della direzione della sorgente acustica.
La bontà della caratteristica di direttività è variabile dal traverso a prua; migliore al traverso dove la base presenta una maggiore estensione, minore a prua dove l'estensione è limitata dalle dimensioni del battello.

### Montaggio a scafo
Nei sottomarini classe Sauro la base idrofonica conforme era montata nella parte bassa dello scafo del battello, coperta da idonee finestre d'acciaio trasparenti al suono, come si evince dalle tre immagini:

Immagini non in scala
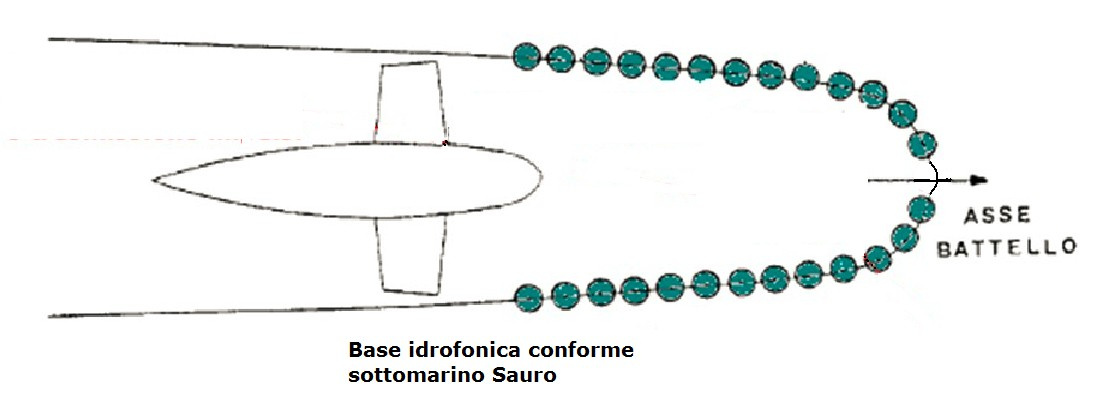
Base conforme vista in pianta[N 10]
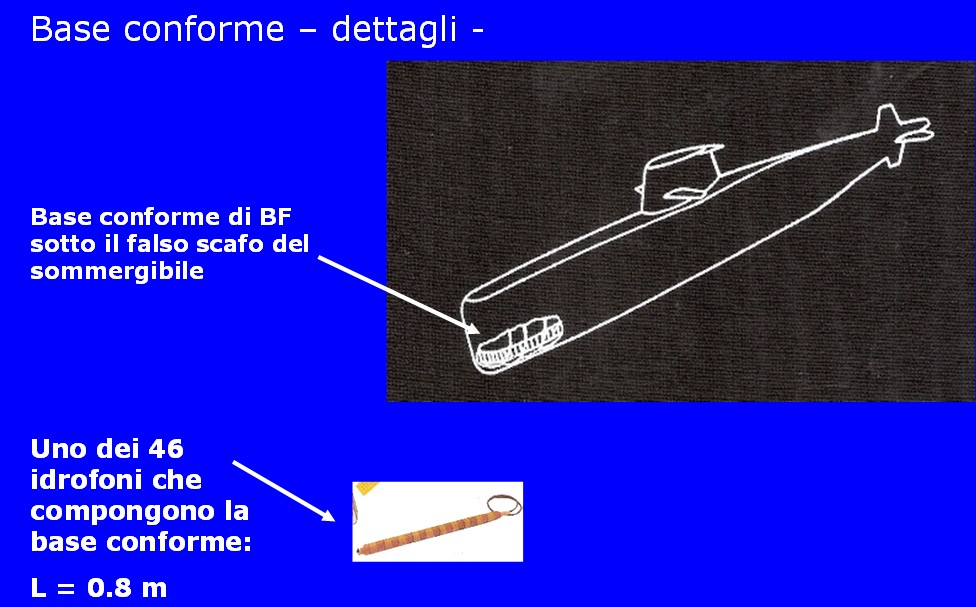
Spaccato del sottomarino che mostra la collocazione base conforme sotto il falso scafo [N 11].
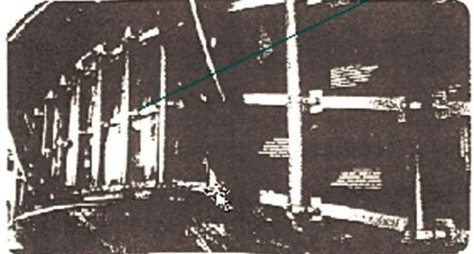
Fotografia di parte della base conforme normalmente coperta dal falso scafo

## Basi idrofoniche trainate

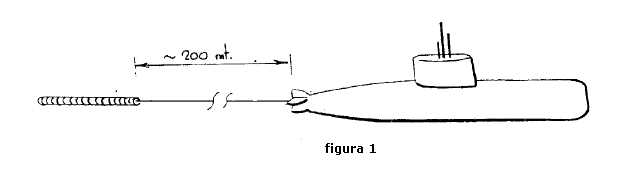
Cortina trainata (a tratto) e cavo di traino di

I sottomarini, per la scoperta dei bersagli attivi molto lontani, a volte, utilizzano sonar con basi acustiche di notevole lunghezza, rilasciate e trainate come code del battello stesso; questo sonar è identificato con il termine di localizzatore subacqueo a cortina trainata.
La cortina è tenuta tramite il cavo di traino a notevole distanza dal battello per ridurre al massimo le interferenze acustiche del sottomarino sulla cortina stessa.

### Struttura della cortina

#### Parte a mare
La cortina trainata è formata da un lungo tubo materiale plastico, trasparente al suono, all'interno del quale sono cablati numerosi elementi idrofonici, generalmente di tipo cilindrico, dotati di preamplificatori a basso rumore.

#### Parte nel battello
All'interno del sottomarino la cortina è avvolta in speciali tamburi che oltre alla ottimale sistemazione volumetrica consentono il loro collegamento con un dedicato settore funzionale del sonar di bordo.
Generalmente il collegamento al sonar prevede tante connessioni separate quante sono le zone acusticamente sensibili della cortina (possono essere per ciascun elemento idrofonico o per gruppi di elementi).

#### Dimensioni

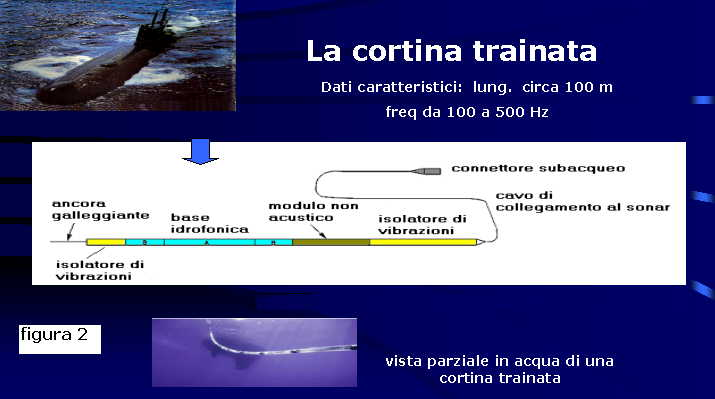

La cortina idrofonica è studiata per la scoperta dei bersagli a grande distanza, questo porta all'impiego di frequenze molto basse dato che tali frequenze subiscono una minor attenuazione per assorbimento nel loro percorso.
Per ottenere buone caratteristiche di direttività, date le basse frequenze d’ascolto, la cortina deve avere una notevole lunghezza; indicativamente di circa {\displaystyle 100\ m} per una banda d'ascolto da {\displaystyle 100\ a\ 500\ Hz}.

#### Frequenze di lavoro
Grazie alla possibilità di realizzare cortine di notevoli lunghezze lo spettro delle frequenze di ricezione è collocabile nella parte inferiore del campo di lavoro dei sistemi di localizzazione subacquea.
Le cortine consentono portate di scoperta molto elevate dato che l'attenuazione del suono per assorbimento, a frequenze molto basse, è quasi irrilevante.

## Basi sferiche
Le basi sferiche sono state impiegate per la misura della distanza per riflessione sul fondo, non sono visibili all'esterno del battello perché sistemate nella parte più profonda del settore di prua.
Queste basi consentono la misura dell'angolo di depressione {\displaystyle \beta } nel piano verticale come è illustrato nella pagina dedicata alla misura della distanza con il sonar.

## Curve di direttività e guadagno basi acustiche
La curva di direttività espressa con il simbolo, {\displaystyle R(\alpha )}, rappresenta la variazione di sensibilità della base in funzione della direzione della sorgente acustica.
La curva di guadagno, espressa con il simbolo {\displaystyle G(f)}, indica l'entità dell'abbattimento del rumore{\displaystyle (N)} rispetto al livello del segnale {\displaystyle (S)}.
I calcoli delle caratteristiche di direttività {\displaystyle R(\alpha )}, relativi a basi idrofoniche con profili regolari: retta, cerchio, quadrato, ecc, trovano nella letteratura specialistica le formule matematiche per il loro sviluppo.
Nel caso del calcolo della direttività di una base conforme (con geometria non regolare), un tempo, si divideva questo profilo in parti per poi calcolare la direttività di ogni singola parte con l’aiuto degli algoritmi di Stenzel.
Oggi il problema del calcolo della {\displaystyle R(\alpha )} di una base conforme viene svolto, via software, inserendo nel computer le coordinate di ciascun idrofono che la compone.
In generale, per semplificare le procedure di calcolo, si assimilano i profili curvi di basi idrofoniche nelle loro proiezioni su di un segmento di retta consentendo, con discrete approssimazioni, il computo di {\displaystyle R(\alpha )} e {\displaystyle G(f)}.

### La funzione R (alfa) per una base idrofonica rettilinea
L'andamento della curva di direttività di una base rettilinea per segnali in banda {\displaystyle f1-f2} è dato dalla funzione:
{\displaystyle R(\alpha )={\sqrt[{}]{(1/n)+(2/n^{2})\cdot \sum _{m=1}^{j}\left\{(n-m)\cdot [\sin \ (m\cdot p\cdot x)/(m\cdot p\cdot x)]\cdot \cos \ [(p+2)\cdot m\cdot x]\right\}}}}
Nella quale:
{\displaystyle n=} numero degli idrofoni
{\displaystyle j=n-1}
{\displaystyle d=L/(n-1)}
{\displaystyle L=} lunghezza della base in metri
{\displaystyle c=} velocità del suono in {\displaystyle m/s}
{\displaystyle x=(\pi \cdot d\cdot f1/c)\cdot sin\ (\alpha )}
{\displaystyle f1=}frequenza inferiore della banda in {\displaystyle Hz}
{\displaystyle f2=}frequenza superiore della banda in {\displaystyle Hz}
{\displaystyle p=(f2-f1)/f1}

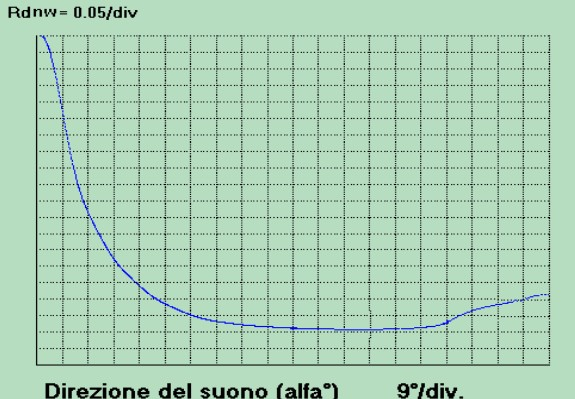
Funzione

In figura il modello di curva di direttività calcolata per:
{\displaystyle n=10}
{\displaystyle L=1\ m}
{\displaystyle f1=1000\ Hz}
{\displaystyle f2=7000\ Hz}
{\displaystyle c=1530\ m/s}
Per la valutazione rapida della bontà della caratteristica di direttività si fa spesso riferimento al valore dell'ampiezza dell'angolo {\displaystyle \alpha '} che decrementa {\displaystyle R(\alpha )} da ampiezza {\displaystyle 1} ad ampiezza {\displaystyle 0,7}.
Più è piccolo {\displaystyle \alpha '} migliore è la caratteristica di direttività.
Le basi idrofoniche rivelano in modo ottimale una sorgente acustica quando questa è posizionata angolarmente sulla direzione dove la curva di direttività presenta il massimo.

### Funzione G (f) per base rettilinea
L'andamento del guadagno di cortina {\displaystyle G(f)} è stato esteso a basi di forme geometriche regolari con formule di calcolo semplificate.
Nel testo specialistico in bibliografia è riportata un’utile esposizione delle formule più significative del “fattore di direttività”, dal reciproco del quale, come accennato, discende la {\displaystyle G(f)}.
di una base rettilinea per la frequenza media della banda {\displaystyle f} è dato dalla funzione:
{\displaystyle G(f)=\left[{\frac {1}{(1/n)+\sum _{p=1}^{j}[(n-p)\cdot sin\ (n\cdot p\cdot \pi \cdot d/\lambda )/(n^{2}\cdot p\cdot \pi \cdot d/\lambda )]}}\right]}
Descrizione delle variabili di {\displaystyle G(f)}:
{\displaystyle n=} numero degli idrofoni
{\displaystyle d=} distanza tra gli idrofoni
{\displaystyle j=n-1}
{\displaystyle c=} velocità del suono in {\displaystyle m/s}
{\displaystyle f=} frequenza media della banda in {\displaystyle Hz}
{\displaystyle \lambda =c/f}
Una curva della {\displaystyle G(f)} è mostrata in figura:

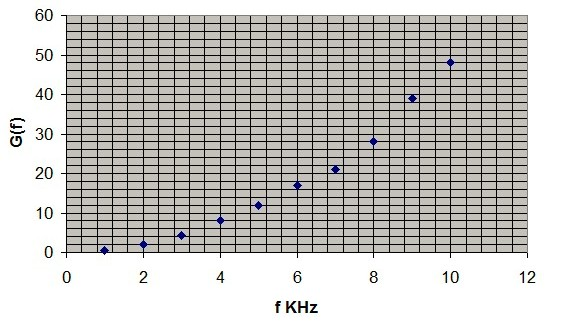
Curva tipica di

La curva mostra come, con l'incremento della frequenza, aumenti il guadagno di cortina a tutto vantaggio dell'abbattimento dei rumori presenti in mare.
Osservazione: {\displaystyle G(f)} è il reciproco della funzione indicata come fattore di direttività.